# Андруцос, Андреас
Андреас Андруцос (греч. Ανδρέας Ανδρούτσος; 1740 — 1797) — греческий военачальник и повстанец.

## Биография
Известный и как Лев Румелии, то есть Средней Греции, Адреас Андруцос родился в 1740 году в номе Фтиотида. С малых лет воевал против турок как клефт. Первая Архипелагская экспедиция русского флота вызвала очередное греческое восстание, которое было потоплено в крови. Деятельность Андреаса Андруцоса пришлась на мрачный период после подавления восстания.
С началом русско-турецкой войны 1787—1792 годов русский офицер Ламброс Кацонис организовал на деньги греческой общины города Триест каперный флот и начал с весны 1789 года военные действия в Эгейском море и восточном Средиземноморье. Кацонис обратился к своему земляку Андруцосу (оба были румелиотами, то есть уроженцами Средней Греции), и горец Андруцос, не имевший до того никаких морских навыков, примкнул в 1790 году со своим отрядом к Кацонису. Но через 2 года, 9 января 1792 года, Россия заключила в Яссах мир с турками. Разъяренные мыслью о том, что Россия, как и 20 лет тому назад, решила свои задачи и бросила греков, Кацонис и Андруцос решили не признавать мир и продолжили свою морскую войну, а затем, создав базу в бухте Порто Кайо, на полуострове Мани, они пытались поднять Пелопоннес на борьбу. Но утопленный в крови всего лишь 20 лет назад полуостров был не готов к этому.
Наконец турецкий флот, при участии французского фрегата «Modeste», атаковал бухту Порто Кайо, после чего Кацонис, через контролируемый венецианцами остров Итака, вернулся в Россию. Андруцос с горсткой своих соратников и земляков пробился с боями через весь Пелопоннес в свои горы, в Среднюю Грецию.
Через некоторое время Андруцос принимает решение выбраться в Россию к Кацонису, но по прибытии в венецианское Спалато, в Далмации, Андруцос был арестован венецианцами и передан туркам. 4 года, с 1793 по 1797, Андруцос подвергался пыткам в Константинопольском «Баньо» — каторге на базе османского флота, пока не был утоплен в Босфоре.

## Эпилог
Когда в сегодняшней Греции упоминается фамилия Андруцос, то большинство греков подразумевают при этом Одиссея Андруцоса, героя освободительной войны 1821—1829 годов, сына Андреаса Андруцоса. Слава сына затмила славу отца, но это нисколько не умаляет вклад Андреаса Андруцоса в дело освобождения Греции.